# Far Corporation
Far Corporation was een rock/popband, opgericht door de Duitse muziekproducent Frank Farian, die bekend was als schlagerzanger en als succesvol producer van eurodisco met de acts Boney M., Eruption en Milli Vanilli maar half jaren tachtig zich van een andere kant liet horen met stevigere muziek.
De naam is een afkorting van "Frank Farian Corporation", dat oorspronkelijk in 1985 was opgericht om een cover op te nemen van het nummer "Mother and Child Reunion" van Paul Simon als liefdadigheidsplaat en dat de top 10 bereikte in verschillende Europese landen. Tot de line-up van die groep behoorden leden van Barclay James Harvest, Toto, Boney M (waarvoor ook een eigen versie van dat nummer geproduceerd werd) en Force Majeure.

## Geschiedenis
Frank Farian begon zijn carrière in 1963 met de groep Frank Farian und Die Schatten en maakte muziek wat binnen de genres soul en rock viel. Al gauw bracht hij solo platen uit maar produceerde bijvoorbeeld ook voor de rockgroep The Falcons. Zo werd de klassieker Fever omgetoverd tot een zeker voor die tijd stevig rocknummer.
Farian begon in Duitsland pas bekend te worden toen hij zich eind jaren zestig lanceerde als schlagerzanger om commercieel succes te bereiken. Maar het was compromismuziek voor hem en daarom startte hij met het produceren van muziek die aansloot binnen het ook in Duitsland opkomende geproduceerde disco-geluid waarmee hij een van de pioniers werd van eurodisco. Farian wist een eigen sound te creëren en had vooral met Boney M. veel succes. Na het einde van Boney M. besloot hij terug te gaan naar rock.

### Cover van Stairway to Heaven
Far Corporation werd bekend vanwege hun cover van de klassieker "Stairway to Heaven". Het was feitelijk de eerste groep die met dit nummer diverse hitlijsten haalde, aangezien Led Zeppelin het nummer nog nooit als single had uitgebracht. Dj's op Hilversum 3 hadden een verdeelde mening: de één vond het heel mooi en de ander vond dat je eigenlijk niet aan dat nummer mag komen. Robert Plant van Led Zeppelin toonde waardering en feliciteerde Far Corporation en was tijdens een optreden aanwezig. In het Verenigd Koninkrijk werd de top 10 bereikt: nr.8, en het wist de Amerikaanse Billboard Hot 100 te bereiken: nr. 89. In Nederland behaalde het in de Top 40 nr. 18. De uitvoering werd geen wereldhit bij uitstek maar is zeker succesvol te noemen want het wist ook in  Zuid-Afrika de top 20 te bereiken: nr.16. Ondanks het succes valt te zeggen dat het in Nederland geen oldie is geworden want daar heeft het geen radio airplay meer. De originele Led Zeppelin versie is de enige "hit" gebleven. Covers die in Nederland wel oldies zijn geworden zijn bijvoorbeeld Sunny in de uitvoering van Boney M. en Venus door Bananarama.

### Vervolguitgaven
Het succes van de twee uitgebrachte albums was beperkt. Het eerste, Division One, wist nog enkele albumlijsten te behalen. In Nederland is het album niet onopgemerkt. Ad visser draaide destijds in zijn radioavondprogramma het nummer Johnny, don't go to the distance. De tweede single Fire & Water' (track van album Division One) kreeg internationaal amper aandacht en is in Nederland onopgemerkt gebleven.
Op het tweede uitgebrachte album, Solitude uit 1994, werd de groep vergezeld van Thin Lizzy- en 21 Guns-gitarist Scott Gorham. Het album en de samenwerking waren vooral tot stand gekomen in samenhang met het 25-jarige jubileum van Farian als producer. De twee van het album afkomstige coversingles, Sebastian en Rikki Don't Lose That Number, werden mede gepromoot door videos maar werden geen echte hits. Ook het album werd geen succes maar is desondanks in Duitsland nog steeds in de bakken van cd/vinylshops (via heruitgaven in beperkte oplage) te vinden.

## Meat Loaf
Aansluitend op het succes van Far Corporation volgde een albumopname voor Meat Loaf in 1986. Meat Loaf was onder de indruk van het geluid van Far Corporation en zocht contact met Farian. Het resultaat was het album Blind before I stop. 'Terug naar rock' was dus geen eenmalige aangelegenheid voor Farian.

## Bandleden

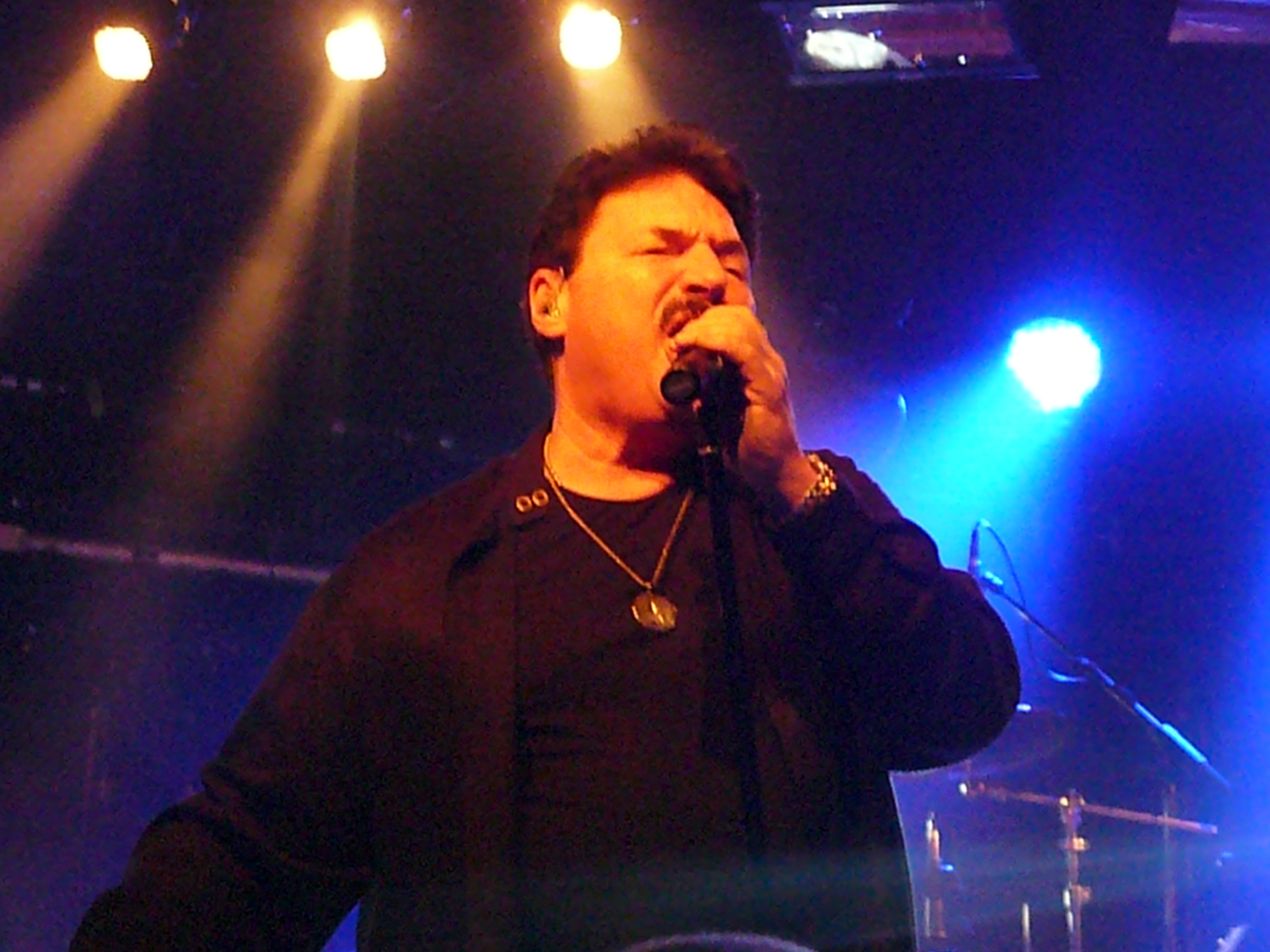
Bobby Kimball van Toto. Binnen Far Corporation zanger en componist voor diverse albumtracks

- Robin McAuley (zang)
- Frank Farian (zang)[16]
- Henry Gorman (zanger)
- Curt Cress (drum]
- Peter Bold (drum)

#### Toto-leden

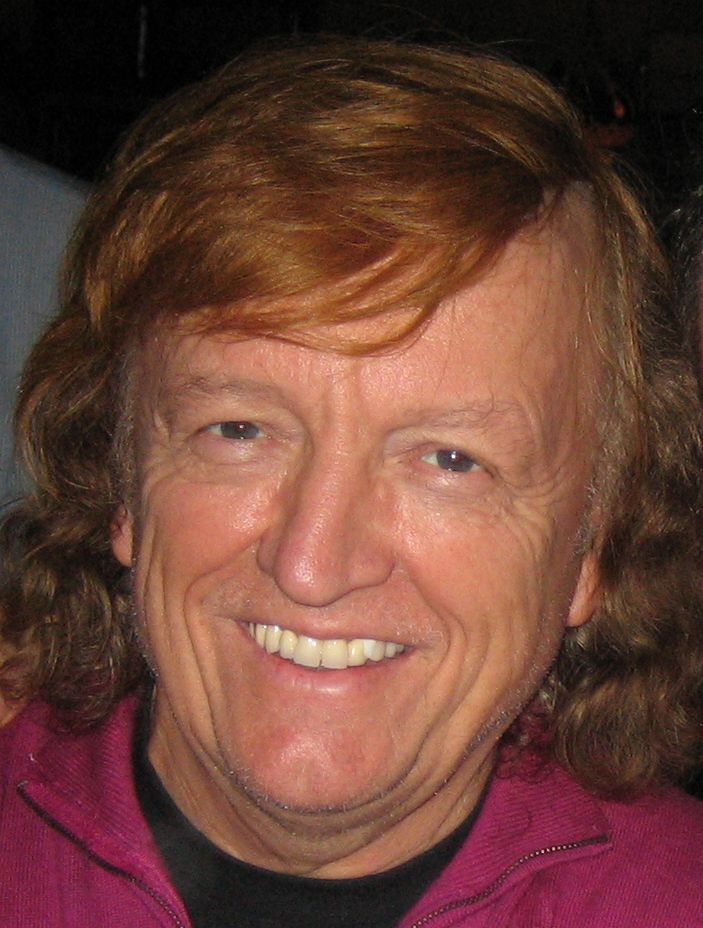
Frank Farian, oprichter van Far Corporation, producer, backing vocalist en mede componist van enkele albumtracks

- Bobby Kimball (zang)
- David Paich (keyboard)
- Steve Lukather (gitaar)
- Simon Phillips (drum)

## Medewerking: Frank Farian-teamleden
Onder andere:
- Frank Farian (productie, organisatie)
- Mats Björklund (arrangementen, programmering)
- Pit Löw (arrangementen, programmering)
- Peter Bischof (zang)
- Johann Daansen (gitaar)
- Tammy Grohé (geluidstechnicus)

### Albums

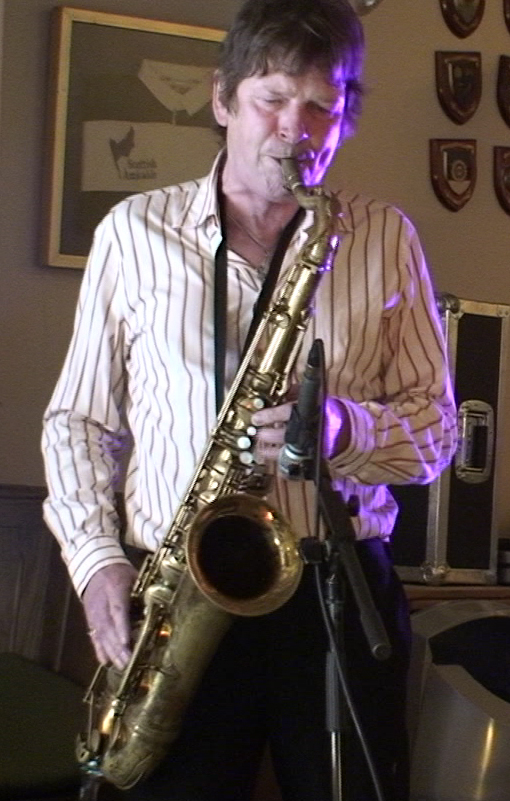
Saxofinst Mel Collins. Is gecrediteerd voor het debuutalbum Division One

## Discografie

### Division One(1985)[17]
1. "Stairway to Heaven" (cover van Led Zeppelin) – 9:34
2. "You Are the Woman" – 4:33
3. "One of Your Lovers" – 3:44
4. "Live Inside Your Dreams" – 3:32
5. "Johnny, Don't Go the Distance" – 6:34
6. "Fire and Water" (cover van Free) – 3:55
7. "If You Could See You Through My Eyes" – 3:48
8. "No One Else Will Do" – 3:30
9. "Rock 'N' Roll Connection" – 3:36

### Advantage(1987) - Unreleased album
1. "One by One" – 4:24
2. "Sebastian" (cover van Cockney Rebel) – 6:03
3. "You Never Have to Say You Love Me" – 3:40

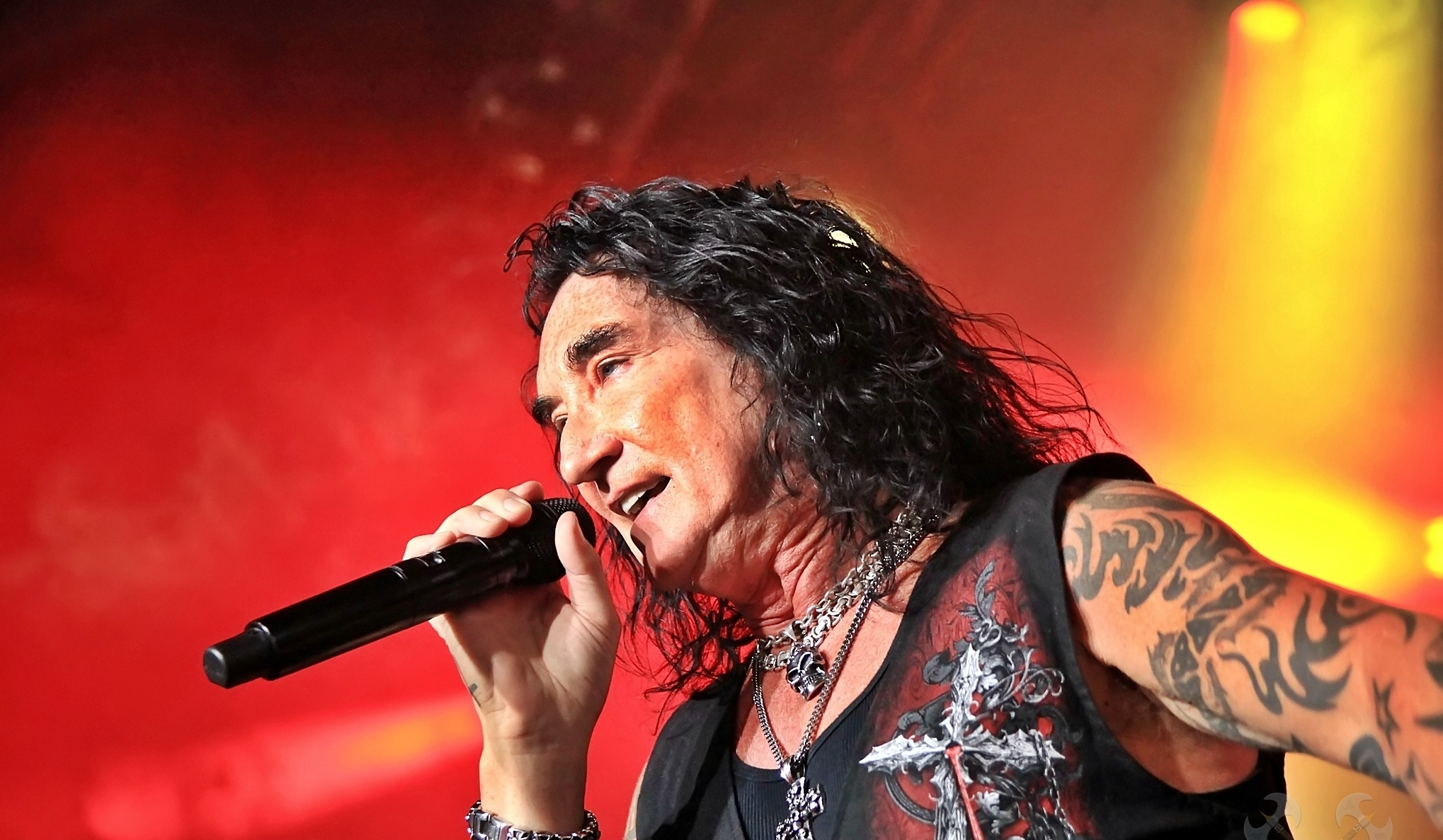
Zanger Robin McAuley. In het nummer Rikki Don't Lose That Number verzogt hij samen met Farian de leadzang

4. "She's Back Again" – 4:18
5. "Make Believe"
6. "Big Brother"

### Solitude(1994)[12]
1. "Rainy Days" – 4:40
2. "She's Back Again" – 4:18
3. "Solitude" – 4:52
4. "You Never Have to Say You Love Me" – 3:21
5. "Full Moon" – 4:05
6. "Rikki Don't Lose That Number" (cover van Steely Dan) – 4:10
7. "Just a Wish" (cover van 21 Guns) – 4:15
8. "Hole in the Air" – 3:38
9. "Sebastian" (cover van Cockney Rebel) – 6:03
10. "You Change My Life" – 3:55
11. "(Bonus Track) One of Your Lovers [Remix '94]" – 3:49
12. "(Bonus Track) Stairway to Heaven [Remix '94]" – 8:46

### Singles
- 1985: Stairway to Heaven (IMP)
- 1986: Fire and Water (Arista)
- 1986: You Are the Woman (Arista)
- 1987: Sebastian (IMP)
- 1987: One by One (IMP)
- 1994: Rainy Days (BMG, MCI)